# Herbert Powell
Herbert Powell je fiktivní postava z amerického animovaného seriálu Simpsonovi.
Je nevlastním bratrem Homera Simpsona, oproti němu je však mnohem hubenější, má plnou hlavu vlasů a je bystřejší. Poprvé se objevil v epizodě 2. řady Ach, rodný bratře, kde tě mám?, když Homer zjistil, že má nevlastního bratra, který je výsledkem krátkodobého poměru mezi jeho otcem Abem a pracovnicí pouťové tančírny Gaby, která byla zároveň prostitutkou. Rok poté, co dal dítě k adopci, se Abe oženil s Monou, která trvala na tom, aby slíbil, že Homerovi nikdy neřekne o Herbovi ani o tom, jak byl počat. Herba vychovávali jeho adoptivní rodiče Edward a Mililani Powellovi, na vysoké škole se živil příležitostnými pracemi a poté založil Powell Motors, automobilovou společnost se sídlem v Detroitu. Herb je výjimkou ze „simpsonovského genu“, který způsobuje, že všichni mužští členové rodiny Simpsonových postupně s dospíváním ztrácejí inteligenci, protože Herb je inteligentní, úspěšný a schopný obchodník. Herb se s radostí dozvěděl, že má pokrevní rodinu, sblížil se s dětmi a najal Homera jako zástupce průměrných Američanů, aby navrhl auto. Auto bylo propadákem, přivedlo firmu na mizinu a Herb Homera jako bratra naštvaně odmítl a stal se pouličním tulákem. Epizodu napsal Jeff Martin, ale nápad, aby Herba namluvil Danny DeVito, přednesl Sam Simon.
Někteří byli smutným koncem epizody rozladěni, a proto se producenti rozhodli natočit pokračování. Herb se znovu objevil v následující řadě v dílu Brácho, můžeš postrádat dva tácy? Nyní na mizině a bez domova se nakrátko usadil v domácnosti Simpsonových, přestože jeho silné antipatie vůči Homerovi přetrvávaly. Homer Herbovi půjčil 2000 dolarů, které použil na sestrojení vynálezu, který na základě pozorování Maggie překládal dětskou řeč do srozumitelné angličtiny. Začal svůj nový výrobek vyrábět ve velkém a získal zpět své jmění. Z vděčnosti nakoupil dárky pro každého člena rodiny a s odpuštěním se Homerovi odvděčil. Homerův „zřídka vídaný nevlastní bratr“ měl od této epizody jen jednu krátkou mluvenou roli: DeVito si svou roli zopakoval v epizodě 24. řady Střídání poručníků, v níž je slyšet Powellův vzkaz na záznamníku: „Ahoj, dovolali jste se Herbu Powellovi. Jsem opět chudý.“.